# Robert von Rimscha
Robert von Rimscha (* 24. Dezember 1964 in Stuttgart) ist ein deutscher Journalist, Sachbuchautor und Diplomat, der seit Mai 2022 Kultur-Chef an der deutschen Botschaft in Paris/Frankreich ist. Er war von 2011 bis 2014 Botschafter in Vientiane/Laos, von 2014 bis 2018 Kultur-Gesandter an der Botschaft in Tokio/Japan, von 2018 an Generalkonsul in Chengdu/China und von August 2020 bis April 2022 Leiter der Kulturabteilung an der Botschaft in Warschau/Polen.

## Leben
Nach dem Abitur begann von Rimscha 1984 ein Studium der Fächer Geschichte, Germanistik, Philosophie, Amerikanistik und Volkswirtschaftslehre an der Albert-Ludwigs-Universität Freiburg sowie der University of Massachusetts Boston und schloss dieses Studium in Boston 1989 mit einem Master of Arts (M.A.) ab. Mitte 1989 lehrte er als Gastdozent an der University of South Africa (UNISA) in Pretoria. Im Anschluss begann er 1990 ein postgraduales Studium der Amerikanistik am Graduiertenkolleg des John-F.-Kennedy-Instituts für Nordamerikastudien der Freien Universität Berlin.
Robert von Rimscha ist ein Enkel von Hans von Rimscha.
1991 wurde er Redakteur bei der Tageszeitung Der Tagesspiegel in Berlin, bei der er dann von 1994 bis 1996 stellvertretender Politik- und Nachrichtenchef und danach zwischen 1996 und 2001 Korrespondent in den USA in Washington, D.C. war, ehe er 2001 Leiter der Parlamentsredaktion von Der Tagesspiegel wurde.
2004 wechselte von Rimscha in die Bundesgeschäftsstelle der FDP. Er wurde dort Sprecher der FDP, Leiter der Abteilung für Presse- und Öffentlichkeitsarbeit, Chefredakteur der FDP-Parteizeitung Liberale Depesche und verantwortlicher Redakteur der freien demokratischen korrespondenz (fdk). Neben seiner journalistischen Laufbahn und der Tätigkeit bei der FDP verfasste er auch bisher acht Bücher zu außenpolitischen Themen, insbesondere über die USA und die Familien Kennedy und  Bush. An der Hochschule für Technik und Wirtschaft in Berlin hatte er mehrere Lehraufträge.
Im Januar 2010 berief ihn Bundesaußenminister Guido Westerwelle zum stellvertretenden Chef des Planungsstabes des Auswärtigen Amtes in Berlin. Nachdem er bereits im September 2010 amtierender Chef des Planungsstabes wurde, folgte er im Januar 2011 Markus Ederer als Chef des Planungsstabes des Auswärtigen Amtes, während Ederer für den neu geschaffenen Europäischen Auswärtigen Dienst (EAD) als Leiter der Delegation der Europäischen Union (EU) in Peking, zuständig für China und die Mongolei, tätig wurde.
Von September 2011 bis August 2014 war Robert von Rimscha Botschafter in der Demokratischen Volksrepublik Laos und dort Nachfolger von Peter Wienand, der in den Ruhestand trat. Von August 2014 bis August 2018 leitete Robert von Rimscha als Gesandter die Abteilung für Kultur und Kommunikation an der deutschen Botschaft in Tokio. Seit September 2018 leitete er als Generalkonsul die deutsche Auslandsvertretung in Chengdu, der Hauptstadt von Sichuan, mit Zuständigkeit für Südwest-China. Es folgte die knapp zweijährige Tätigkeit als Kultur-Chef in Warschau, ehe er in gleicher Funktion nach Paris wechselte.

## Veröffentlichungen
- Südafrika nach der Apartheid. Aspekte des politischen, sozioökonomischen und kulturellen Wandels in der Ära de Klerk, Mitautor Michael Behrens, 1994, ISBN 3-7890-2823-1.
- Gute Hoffnung am Kap? Das neue Südafrika, Mitautor Michael Behrens, 1994, ISBN 3-7201-5258-8.
- „Politische Korrektheit“ in Deutschland. Eine Gefahr für die Demokratie, Mitautor Michael Behrens, 1995, ISBN 3-416-02540-7.
- Der kleine Bruder. Deutschland und das Modell USA, Mitautor Michael Behrens, 1997, ISBN 3-416-02712-4.
- Die flexible Gesellschaft. Amerika als Modell für das 21. Jahrhundert, 2000, ISBN 3-430-17768-5.
- Die Kennedys. Glanz und Tragik des amerikanischen Traums, 2001, ISBN 3-593-36529-4.
- George W. Bush. Präsident in Krisenzeiten, 2001, ISBN 3-453-21245-2.
- Die Bushs. Weltmacht als Familienerbe, 2004, ISBN 3-593-37309-2.